# Арабеска (фільм, 1966)
«Арабеска» (англ. Arabesque) — американський сенсаційний художній фільм, трилер 1966 року, режисера Стенлі Донена. Екранізація роману Алекса Гордона «Шифр» (The Cypher, 1961).

## Сюжет
Американський професор університету, дослідник стародавніх єгипетських ієрогліфів Давид Поллок (Грегорі Пек) виявляється втягнутим у павутину міжнародних інтриг. Усі хочуть знати, що зашифровано в єгипетському тексті, тому вони переслідують професора. Несподівано з'являється допомога від прекрасної Ясмін Азір (Софія Лорен). Та чи дійсно у цьому світі брехні можна на когось розраховувати?

## Ролі виконують
- Грегорі Пек — проф. Давид Поллок
- Софія Лорен — Ясмін Азір
- Алан Бейдел[en] — Неджім Бешраві
- Кірон Мур — Юсеф Касім
- Карл Дурінг[en] — прем'єр-міністр Хасан Джена
- Джон Мерівел[en] — майор Сильвестр Пеннінгтон Слоун
- Гарольд Каскет — Могамед Луфті
- Пітер Стоун — П'єр Мартон

## Навколо фільму
- Жоден із акторів у фільмі не є арабом.
- Лімузин британського виробництва Ролс Ройс «Фантом IV» був одним з вісімнадцяти зроблених автомобілів такого типу. Він колись належав князеві Генрі, герцогові Глостерському[en], третьому синові короля Великої Британії Георга V, дя́дькові Єлизавети II.

## Нагороди
- 1967 Премія БАФТА, Британської академії телебачення та кіномистецтва:
  - за найкращу операторську роботу[en] — Крістофер Чаліс
- 1967 Премія «Бамбі» ЗМІ і телебачення Німеччини (Hubert Burda Media):
  - найкращій акторці — Софія Лорен